# Об'єднана лумумбістська партія
Об'єднана лумумбістська партія (фр. Parti Lumumbiste Unifié або PALU) — політична партія Демократичної Республіки Конго. Її очолює Антуан Гізенга, який став третім під час президентських виборів 2006. Після цього він обійняв посаду прем'єр-міністра країни.
Партію названо на честь Патріса Лумумби, першого глави уряду Республіки Конго 1960 після здобуття країною незалежності від Бельгії.
2007 року партія здобула тільки 2 місця у парламенті зі 108.
У грудні 2014 року партія стала асоційованим членом Соцінтерну.